# Liparetrus minutus
Liparetrus minutus är en skalbaggsart som beskrevs av Britton 1980. Liparetrus minutus ingår i släktet Liparetrus och familjen Melolonthidae. Inga underarter finns listade i Catalogue of Life.